# Delisle Inlet
Das Delisle Inlet (englisch; bulgarisch залив Дьолил saliw Djolil) ist eine vereiste, 8,4 km breite und 12,7 km lange Bucht an der Wilkins-Küste des Palmerlands auf der Antarktischen Halbinsel. Sie liegt auf der Südostseite der Hollick-Kenyon-Halbinsel südwestlich des Kap Keeler und nordöstlich des Kap Mayo.
Britische Wissenschaftler kartierten sie 1963 und 1976. Die bulgarische Kommission für Antarktische Geographische Namen benannte 2013 nach dem französischen Kartographen Guillaume Delisle (1675–1726), auf dessen im Jahr 1700 veröffentlichter Landkarte Südamerikas auch die Insel Roché (Südgeorgien) verzeichnet ist.